# Vissac-Auteyrac
Pour les articles homonymes, voir Vissac (homonymie).
Vissac-Auteyrac est une commune française située dans le département de la Haute-Loire en région Auvergne-Rhône-Alpes.

## Géographie

### Localisation
La commune de Vissac-Auteyrac se trouve à une altitude moyenne de 920 m dans le département de la Haute-Loire, en région Auvergne-Rhône-Alpes.
Elle se situe à 27 km par la route du Puy-en-Velay, préfecture du département, à 34 km de Brioude, sous-préfecture, et à 14 km de Mazeyrat-d'Allier, bureau centralisateur du canton du Pays de Lafayette dont dépend la commune depuis 2015 pour les élections départementales.
Les communes les plus proches sont : 
Sainte-Eugénie-de-Villeneuve (2,2 km), Siaugues-Sainte-Marie (3,6 km), Chavaniac-Lafayette (4,7 km), Fix-Saint-Geneys (5,1 km), Jax (5,2 km), Mazeyrat-d'Allier (6,4 km), Saint-Georges-d'Aurac (6,6 km), Varennes-Saint-Honorat (6,8 km).
|                       | Sainte-Eugénie-de-Villeneuve | Fix-Saint-Geneys   |
| Mazeyrat-d'Allier     | Vissac-Auteyrac              | Vazeilles-Limandre |
| Saint-Arcons-d'Allier | Siaugues-Sainte-Marie        |                    |

### Climat
Pour des articles plus généraux, voir Climat d'Auvergne-Rhône-Alpes et Climat de la Haute-Loire.
En 2010, le climat de la commune est de type climat des marges montargnardes, selon une étude du Centre national de la recherche scientifique s'appuyant sur une série de données couvrant la période 1971-2000. En 2020, Météo-France publie une typologie des climats de la France métropolitaine dans laquelle la commune est exposée à un climat de montagne ou de marges de montagne et est dans la région climatique Sud-est du Massif Central, caractérisée par une pluviométrie annuelle de 1 000 à 1 500 mm, minimale en été, maximale en automne.
Pour la période 1971-2000, la température annuelle moyenne est de 8,5 °C, avec une amplitude thermique annuelle de 16 °C. Le cumul annuel moyen de précipitations est de 831 mm, avec 9,2 jours de précipitations en janvier et 7,1 jours en juillet. Pour la période 1991-2020, la température moyenne annuelle observée sur la station météorologique de Météo-France la plus proche, « Chavaniac-Lafa », sur la commune de Chavaniac-Lafayette à 5 km à vol d'oiseau, est de 10,5 °C et le cumul annuel moyen de précipitations est de 766,4 mm,. Pour l'avenir, les paramètres climatiques de la commune estimés pour 2050 selon différents scénarios d'émission de gaz à effet de serre sont consultables sur un site dédié publié par Météo-France en novembre 2022.

### Géologie et relief
Vissac-Auteyrac est située à l'extrémité nord du massif du Devès, un plateau basaltique des monts du Velay. Son point culminant, à 1 229 mètres d'altitude, se trouve au bois de Chantuzier, où l'on trouve un maar d'origine villafranchienne,.

## Urbanisme

### Typologie
Au 1er janvier 2024, Vissac-Auteyrac est catégorisée commune rurale à habitat dispersé, selon la nouvelle grille communale de densité à sept niveaux définie par l'Insee en 2022.
Elle est située hors unité urbaine. Par ailleurs la commune fait partie de l'aire d'attraction de Langeac, dont elle est une commune de la couronne,. Cette aire, qui regroupe 14 communes, est catégorisée dans les aires de moins de 50 000 habitants,.

### Occupation des sols
L'occupation des sols de la commune, telle qu'elle ressort de la base de données européenne d’occupation biophysique des sols Corine Land Cover (CLC), est marquée par l'importance des territoires agricoles (71,3 % en 2018), une proportion identique à celle de 1990 (71,3 %). La répartition détaillée en 2018 est la suivante : 
prairies (48,7 %), forêts (28,7 %), zones agricoles hétérogènes (12,6 %), terres arables (10 %). L'évolution de l’occupation des sols de la commune et de ses infrastructures peut être observée sur les différentes représentations cartographiques du territoire : la carte de Cassini (XVIIIe siècle), la carte d'état-major (1820-1866) et les cartes ou photos aériennes de l'IGN pour la période actuelle (1950 à aujourd'hui).

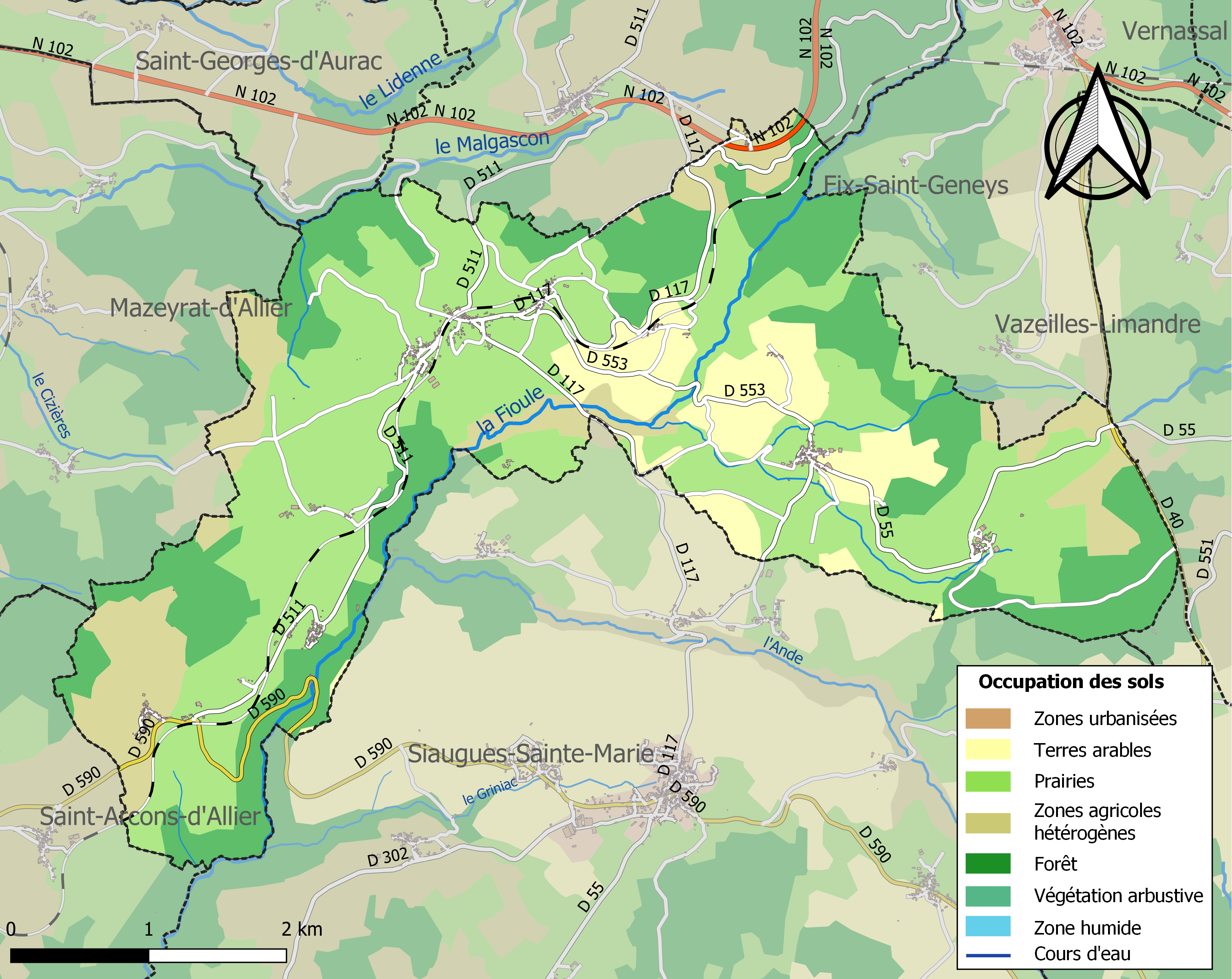
Carte des infrastructures et de l'occupation des sols de la commune en 2018 (CLC).

### Habitat et logement
En 2018, le nombre total de logements dans la commune était de 271, alors qu'il était de 253 en 2013 et de 250 en 2008.
Parmi ces logements, 55,9 % étaient des résidences principales, 26 % des résidences secondaires et 18,1 % des logements vacants. Ces logements étaient pour 95,4 % d'entre eux des maisons individuelles et pour 4,6 % des appartements.
Le tableau ci-dessous présente la typologie des logements à Vissac-Auteyrac en 2018 en comparaison avec celle de la Haute-Loire et de la France entière. Une caractéristique marquante du parc de logements est ainsi une proportion de résidences secondaires et logements occasionnels (26 %) supérieure à celle du département (16,1 %) et à celle de la France entière (9,7 %). Concernant le statut d'occupation de ces logements, 88,4 % des habitants de la commune sont propriétaires de leur logement (88,2 % en 2013), contre 70 % pour la Haute-Loire et 57,5 pour la France entière.
| Typologie                                               | Vissac-Auteyrac | Haute-Loire | France entière |
| ------------------------------------------------------- | --------------- | ----------- | -------------- |
| Résidences principales (en %)                           | 55,9            | 71,5        | 82,1           |
| Résidences secondaires et logements occasionnels (en %) | 26              | 16,1        | 9,7            |
| Logements vacants (en %)                                | 18,1            | 12,4        | 8,2            |

### Transports
La gare de Lachaud-Curmilhac, située dans le hameau du même nom, assure la desserte de la commune.

## Toponymie
Vissac est transcrit Niziaco (pour Viziaco) vers 900, l'origine du toponyme est inévitablement un terme générique : « vĪcus », signifiant un « quartier de ville », qui, lors de la création des noms de lieux, avait le sens de « village ». Auteyrac est mentionné sous Autariacum vers 1078.

## Histoire
La commune est issue de la fusion, en 1972, des anciennes communes d'Auteyrac et de Vissac.

## Politique et administration

### Découpage territorial
La commune de Vissac-Auteyrac est membre de la communauté de communes des Rives du Haut Allier, un établissement public de coopération intercommunale (EPCI) à fiscalité propre créé le 27 décembre 2016 dont le siège est à Langeac. Ce dernier est par ailleurs membre d'autres groupements intercommunaux.
Sur le plan administratif, elle est rattachée à l'arrondissement de Brioude, au département de la Haute-Loire, en tant que circonscription administrative de l'État, et à la région Auvergne-Rhône-Alpes.
Sur le plan électoral, elle dépend du canton du Pays de Lafayette pour l'élection des conseillers départementaux, depuis le redécoupage cantonal de 2014 entré en vigueur en 2015, et de la deuxième circonscription de la Haute-Loire  pour les élections législatives, depuis le redécoupage électoral de 1986.

### Élections municipales et communautaires

#### Élections de 2020
Le conseil municipal de Vissac-Auteyrac, commune de moins de 1 000 habitants, est élu au scrutin majoritaire plurinominal à deux tours avec candidatures isolées ou groupées et possibilité de panachage. Compte tenu de la population communale, le nombre de sièges à pourvoir lors des élections municipales de 2020 est de 11. La totalité des onze candidats en lice est élue dès le premier tour, le 15 mars 2020, avec un taux de participation de 63,72 %.
Michèle Parrin Épouse Malfant est élue nouvelle maire de la commune le 26 mai 2020.
Dans les communes de moins de 1 000 habitants, les conseillers communautaires sont désignés parmi les conseillers municipaux élus en suivant l’ordre du tableau (maire, adjoints puis conseillers municipaux) et dans la limite du nombre de sièges attribués à la commune au sein du conseil communautaire. Un siège est attribué à la commune au sein de la communauté de communes des Rives du Haut Allier.

#### Liste des maires
| Période                                  | Période                     | Identité        | Étiquette | Qualité |
| ---------------------------------------- | --------------------------- | --------------- | --------- | ------- |
| Les données manquantes sont à compléter. |                             |                 |           |         |
| 1948                                     | 1983                        | Albert Bertrand | UDR       |         |
| Les données manquantes sont à compléter. |                             |                 |           |         |
| mars 2008                                | avril 2014                  | Roger Portal    |           |         |
| avril 2014                               | En cours (au 27 avril 2016) | Michèle Malfant |           |         |

## Population et société

### Démographie

#### Évolution démographique
L'évolution du nombre d'habitants est connue à travers les recensements de la population effectués dans la commune depuis 1793. Pour les communes de moins de 10 000 habitants, une enquête de recensement portant sur toute la population est réalisée tous les cinq ans, les populations de référence des années intermédiaires étant quant à elles estimées par interpolation ou extrapolation. Pour la commune, le premier recensement exhaustif entrant dans le cadre du nouveau dispositif a été réalisé en 2004.

En 2022, la commune comptait 300 habitants, en évolution de −11,24 % par rapport à 2016 (Haute-Loire : +0,36 %, France hors Mayotte : +2,11 %).
| 1793 | 1800 | 1806 | 1821 | 1831 | 1836 | 1841 | 1846 | 1851 |
| ---- | ---- | ---- | ---- | ---- | ---- | ---- | ---- | ---- |
| 490  | 374  | 486  | 440  | 466  | 451  | 452  | 433  | 468  |

| 1856 | 1861 | 1866 | 1872 | 1876 | 1881 | 1886 | 1891 | 1896 |
| ---- | ---- | ---- | ---- | ---- | ---- | ---- | ---- | ---- |
| 452  | 460  | 455  | 672  | 531  | 524  | 513  | 500  | 506  |

| 1901 | 1906 | 1911 | 1921 | 1926 | 1931 | 1936 | 1946 | 1954 |
| ---- | ---- | ---- | ---- | ---- | ---- | ---- | ---- | ---- |
| 456  | 513  | 455  | 343  | 321  | 322  | 310  | 268  | 277  |

| 1962 | 1968 | 1975 | 1982 | 1990 | 1999 | 2004 | 2006 | 2009 |
| ---- | ---- | ---- | ---- | ---- | ---- | ---- | ---- | ---- |
| 240  | 225  | 404  | 379  | 284  | 299  | 324  | 322  | 336  |

| 2014 | 2019 | 2022 | - | - | - | - | - | - |
| ---- | ---- | ---- | - | - | - | - | - | - |
| 338  | 306  | 300  | - | - | - | - | - | - |

#### Pyramide des âges
La population de la commune est relativement âgée.
En 2018, le taux de personnes d'un âge inférieur à 30 ans s'élève à 22,6 %, soit en dessous de la moyenne départementale (31 %). À l'inverse, le taux de personnes d'âge supérieur à 60 ans est de 35,9 % la même année, alors qu'il est de 31,1 % au niveau départemental.
En 2018, la commune comptait 148 hommes pour 169 femmes, soit un taux de 53,31 % de femmes, largement supérieur au taux départemental (50,87 %).
Les pyramides des âges de la commune et du département s'établissent comme suit.
| Hommes | Classe d’âge | Femmes |
| ------ | ------------ | ------ |
| 0,0    | 90 ou +      | 0,6    |
| 10,5   | 75-89 ans    | 9,2    |
| 26,6   | 60-74 ans    | 25,2   |
| 31,5   | 45-59 ans    | 23,9   |
| 14,0   | 30-44 ans    | 14,1   |
| 7,7    | 15-29 ans    | 11,0   |
| 9,8    | 0-14 ans     | 16,0   |

| Hommes | Classe d’âge | Femmes |
| ------ | ------------ | ------ |
| 0,9    | 90 ou +      | 2,5    |
| 8,4    | 75-89 ans    | 11,7   |
| 20,4   | 60-74 ans    | 20,5   |
| 21,3   | 45-59 ans    | 20,3   |
| 16,8   | 30-44 ans    | 16,3   |
| 15,2   | 15-29 ans    | 13,2   |
| 17     | 0-14 ans     | 15,6   |

## Économie

### Revenus
En 2018, la commune compte 155 ménages fiscaux, regroupant 310 personnes. La médiane du revenu disponible par unité de consommation est de 20 750 € (20 800 € dans le département).

### Emploi
| Division       | 2008  | 2013  | 2018  |
| -------------- | ----- | ----- | ----- |
| Commune        | 4,4 % | 5,8 % | 6,9 % |
| Département    | 6,3 % | 7,7 % | 7,7 % |
| France entière | 8,3 % | 10 %  | 10 %  |

En 2018, la population âgée de 15 à 64 ans s'élève à 180 personnes, parmi lesquelles on compte 78,2 % d'actifs (71,3 % ayant un emploi et 6,9 % de chômeurs) et 21,8 % d'inactifs,. Depuis 2008, le taux de chômage communal (au sens du recensement) des 15-64 ans est inférieur à celui de la France et du département.
La commune fait partie de la couronne de l'aire d'attraction de Langeac, du fait qu'au moins 15 % des actifs travaillent dans le pôle,. Elle compte 48 emplois en 2018, contre 44 en 2013 et 40 en 2008. Le nombre d'actifs ayant un emploi résidant dans la commune est de 129, soit un indicateur de concentration d'emploi de 37,2 % et un taux d'activité parmi les 15 ans ou plus de 51,5 %.
Sur ces 129 actifs de 15 ans ou plus ayant un emploi, 32 travaillent dans la commune, soit 25 % des habitants. Pour se rendre au travail, 82,4 % des habitants utilisent un véhicule personnel ou de fonction à quatre roues, 1,6 % les transports en commun, 6,4 % s'y rendent en deux-roues, à vélo ou à pied et 9,6 % n'ont pas besoin de transport (travail au domicile).

### Activités hors agriculture
17 établissements sont implantés  à Vissac-Auteyrac au 31 décembre 2019. Le tableau ci-dessous en détaille le nombre par secteur d'activité et compare les ratios avec ceux du département,.
| Secteur d'activité                                                                                        | Commune | Commune | Département |
| Secteur d'activité                                                                                        | Nombre  | %       | %           |
| --- | ------- | ------- | ----------- |
| Ensemble                                                                                                  | 17      |         |             |
| Industrie manufacturière, industries extractives et autres                                                | 6       | 35,3 %  | (14,2 %)    |
| Construction                                                                                              | 2       | 11,8 %  | (13,9 %)    |
| Commerce de gros et de détail, transports, hébergement et restauration                                    | 2       | 11,8 %  | (28,8 %)    |
| Activités financières et d'assurance                                                                      | 2       | 11,8 %  | (4,4 %)     |
| Activités immobilières                                                                                    | 1       | 5,9 %   | (3,9 %)     |
| Activités spécialisées, scientifiques et techniques et activités de services administratifs et de soutien | 1       | 5,9 %   | (11,6 %)    |
| Administration publique, enseignement, santé humaine et action sociale                                    | 1       | 5,9 %   | (13,3 %)    |
| Autres activités de services                                                                              | 2       | 11,8 %  | (8 %)       |

Le secteur de l'industrie manufacturière, des industries extractives et autres est prépondérant sur la commune puisqu'il représente 35,3 % du nombre total d'établissements de la commune (6 sur les 17 entreprises implantées  à Vissac-Auteyrac), contre 14,2 % au niveau départemental.

### Agriculture
La commune fait partie de la petite région agricole dénommée « Velay Basaltique ». En 2010, l'orientation technico-économique de l'agriculture  sur la commune est la production de bovins, orientation élevage et viande.
|                                   | 1988 | 2000 | 2010 |
| --------------------------------- | ---- | ---- | ---- |
| Exploitations                     | 31   | 24   | 11   |
| Superficie agricole utilisée (ha) | 910  | 819  | 842  |

Le nombre d'exploitations agricoles en activité et ayant leur siège dans la commune est passé de 31 en 1988 à 24 en 2000 puis à 11 en 2010, soit une baisse de 65 % en 22 ans. Le même mouvement est observé à l'échelle du département qui a perdu pendant cette période 43 % de ses exploitations. La surface agricole utilisée sur la commune a également diminué, passant de 910 ha en 1988 à 842 ha en 2010. Parallèlement la surface agricole utilisée moyenne par exploitation a augmenté, passant de 29 à 77 ha.

## Culture locale et patrimoine

### Lieux et monuments
- Château en ruine[38].
- Deux églises dont l'église Sainte-Croix de Vissac.
- Chapelle Notre-Dame d'Auteyrac.
- Deux cimetières.